# Serhij Krawczenko
Serhij Serhijowycz Krawczenko, ukr. Сергій Сергійович Кравченко, ros. Сергей Сергеевич Кравченко, Siergiej Siergiejewicz Krawczenko (ur. 24 kwietnia 1983 w Doniecku, Ukraińska SRR) – ukraiński piłkarz, grający na pozycji pomocnika, reprezentant Ukrainy.

## Kariera piłkarska

### Kariera klubowa
Wychowanek Szkoły Piłkarskiej Szachtar Donieck. Występował w juniorskiej i młodzieżowej drużynie Szachtara. W 2005 przeszedł do klubu Qarabağ Ağdam. W marcu 2006 był zaproszony do Worskły Połtawa, w którym pod kierownictwem trenera Mykoły Pawłowa został piłkarzem reprezentacji. Po udanych występach w Worskle Połtawa został zauważony przez skautów Dynama Kijów, z którym latem 2008 podpisał umowę. Zgodził się na przejście do Dynama zimą 2009, kiedy wygaśnie kontrakt. Od 28 stycznia 2009 w składzie Dynama. 11 stycznia 2010 podpisał 4 letni kontrakt z klubem Dnipro Dniepropetrowsk. Latem 2015 został wypożyczony do końca roku do Wołyni Łuck. Latem 2017 przeniósł się do SK Dnipro-1.

### Kariera reprezentacyjna
24 maja 2008 zadebiutował w reprezentacji Ukrainy w spotkaniu towarzyskim z Holandią przegranym 0:3. Wszedł na boisko w 75 minucie. Łącznie rozegrał 7 gier reprezentacyjnych i strzelił 1 gola w meczu towarzyskim z Polską.

## Sukcesy

### Sukcesy klubowe
Dynamo Kijów
- mistrz Ukraińskiej Pierwszej Ligi: 2018/19
- mistrz Ukrainy: 2009
- zdobywca Superpucharu Ukrainy: 2009

SK Dnipro-1
- mistrz Ukraińskiej Pierwszej Ligi: 2018/19